# فان إس. بينيت
فـان إس. بينيت (بالإنجليزية: Van S. Bennett)‏ هو سياسي أمريكي، ولد في 15 مارس 1836، وتوفي في 24 أغسطس 1914. حزبياً، نشط في الحزب الجمهوري. وقد انتخب عضو جمعية ولاية ويسكونسن وانتخب عضو مجلس ولاية ويسكونسن.